# Valeri Legassov
Valeri Alekseïevitch Legassov (en russe : Валерий Алексеевич Легасов), né le 1er septembre 1936 à Toula, en RSFS de Russie (Union soviétique) et mort (par suicide) le 26 avril 1988 à Moscou (Union soviétique), est un scientifique soviétique membre de l'Académie des sciences d'URSS, ayant travaillé dans le domaine de la chimie minérale.
Professeur à l'Institut de chimie et de physique de Moscou, puis nommé directeur d'un institut national de recherche sur l'énergie atomique alors nommé Institut Kourtchatov de l'énergie atomique (devenu depuis Centre national de recherche Kourtchatov), il a été membre de la première Commission gouvernementale chargée de la gestion de la catastrophe nucléaire de Tchernobyl.

## Biographie

### Jeunesse et études
Valeri Alekseïevitch Legassov est né le 1er septembre 1936 à Toula (RSFSR), d'une famille de « travailleurs civils »,,. Il est allé l'école secondaire à Koursk. Entre 1949 et 1954, il a fréquenté l’école No 56 à Moscou et a obtenu son diplôme avec une médaille d'or. Bien qu'il soit un étudiant timide, il a été élu secrétaire du comité Komsomol de son école. En 1953, il propose des réformes au comité pour agir face à ce qu'il percevait comme l'indifférence et la passivité de ses membres. Ces idées n'ont pas été reprises par les autorités. Son directeur indique que Legasov « est un homme adulte, un futur homme d'État, un organisateur talentueux. Il peut devenir philosophe, historien, ingénieur... » Cette école porte à présent son nom, avec un buste en bronze à son effigie à l'entrée. Pendant deux ans, il travaille comme secrétaire du Comité central du Komsomol, est élu membre du bureau du Comité de district soviétique du Komsomol et du Comité Komsomol de la ville de Moscou[réf. souhaitée]. En 1961, il est diplômé de la faculté de génie physicochimique de l'Université de technologie chimique Dmitri-Mendeleïev de Moscou, où il a appris comment le combustible nucléaire est traité, manipulé et éliminé,.

### Vie privée
Legasov a épousé Margarita Mikhailovna et a eu deux enfants, Inga Legasova et Aleksey Valeryevich Legasov,,. Il a eu deux petits-enfants, Misha et Valerik. Il écrit des poèmes. Il se rend régulièrement au théâtre, lit la littérature russe et étrangère, en particulier les œuvres de Yuri Bondarev. Il voyage souvent en voiture avec sa femme et ses enfants dans de nombreuses régions du pays, parfois dans le cadre de ses fonctions scientifiques. Il visite alors les sites culturels, artistiques et religieux des environs. Legassov n'est pas croyant, mais est très intéressé par l'histoire et le patrimoine religieux. La famille possède à partir de décembre 1978 un chow-chow de race.

### Carrière
Pendant environ deux ans, Legasov travaille comme ingénieur au combinat chimique de Sibérie de la ville de Tomsk-7, comme chef d'équipe. Il souhaite acquérir une expérience qui servirait de base à des recherches ultérieures[pas clair]. À l'Université polytechnique de Tomsk, il commence des recherches sur l'hexachlorure d'uranium gazeux dans un réacteur à fission gazeuse. Cependant, la publication des progrès réalisés par Neil Bartlett au Canada ont amené Legasov à s'intéresser à la chimie des gaz rares. En 1962, il rejoint l'école doctorale du Département de physique moléculaire de l'Institut Kurchatov de l'énergie atomique :261, d'abord en tant que chercheur junior puis senior, et enfin en tant que chef de laboratoire,. Il soutient en 1967[réf. nécessaire] sa thèse à l'Institut Kurchatov, sous la direction d'Isaak Kikoin, sur la synthèse de composés de gaz rares et l'étude de leurs propriétés :261. Il devient candidat en 1967 et obtient son doctorat en chimie en 1972. Legasov subit des blessures au visage et des cicatrices mineures à la suite d'expérimentations chimiques.
En 1976, Legassov est élu membre correspondant de l'Académie des sciences de l'Union soviétique. De 1978 à 1983, il est professeur à l'Institut de physique et de technologie de Moscou. En 1981, il devient membre à part entière de l’Académie des sciences de l’URSS, au Département de chimie physique et technologie des matériaux inorganiques.[réf. nécessaire] Il est membre du Conseil scientifique et technologique du ministère de la construction de machines moyennes (en). De 1983 jusqu'à sa mort, il a travaillé comme directeur du département de radiochimie et de technologie chimique de la Faculté de chimie de l'Université d'État de Moscou. En 1983, il devient le premier directeur adjoint des travaux scientifiques de l'Institut Kurchatov de l'énergie atomique. Son collègue Yu. A. Ustynyuk décrit Legassov : « Sa principale qualité, qui le distinguait nettement de tous les grands scientifiques organisateurs que j'ai connus, était son dévouement exceptionnel à la cause. Le travail était l'homme, presque le seul sens de sa vie. »

Legasov étudie l'énergie hydrogène en tant que sous-produit de l'énergie nucléaire, ainsi que sa stratégie, la sécurité de la production d'énergie et la synthèse de composés inhabituels, qu'il considérait comme une niche négligée parmi les activités de l'institut. Sous sa direction, une école est créée dans la nouvelle section de chimie inorganique – chimie des gaz rares. Travailler sur la conception des réacteurs est tabou pour un chimiste de l'institut, mais il s'est plutôt concentré sur les technologies connexes et a aidé à la gestion de l'institut.

« I was interested in comparing the real dangers, the real threats that nuclear energy carries to the threats of other energy systems. This is what I was passionately working on, mainly figuring out the dangers in sources of energy alternative to nuclear energy. »

Avec des collègues comme Viktor Alekseyevich Sidorenko, Legasov s'est inquiété de la qualité de l'équipement, de la mauvaise construction, du manque de formation des opérateurs et du manque de simulateurs de formation.

« [Nos systèmes nucléaires] manquaient cruellement de bons systèmes de contrôle et étaient extrêmement pauvres en dispositifs de diagnostic... Je n'ai pas vu un seul groupe en Union soviétique qui ait soulevé et examiné [l'analyse de la sécurité nucléaire] avec un quelconque degré de compétence... Quant au réacteur RBMK, vous savez, dans les communautés spécialisées dans les centrales, il était considéré comme un mauvais réacteur. Viktor Alekseyevich Sidorenko l'avait critiqué à plusieurs reprises. Mais ce réacteur n'était pas considéré comme mauvais pour des raisons de sécurité. Du point de vue de la sécurité, il était même considéré comme meilleur, d'après ce que j'ai compris des discussions. Il était considéré comme mauvais pour des raisons économiques... Lorsque j'ai examiné cet appareil, j'ai été troublé, par exemple, par une construction inhabituelle et, à mon avis, insuffisante des systèmes de sécurité, qui fonctionneraient dans des situations extrêmes. [J'ai commencé] à parler de la nécessité pour la prochaine génération de réacteurs d'être plus sûre ; comme les réacteurs TTER ou les réacteurs à sels liquides que j'essayais de présenter comme les prochaines étapes vers des réacteurs plus sûrs. Mais cela a provoqué une tempête au sein du ministère. Une tempête d'indignation. »

De 1984 à 1985, Legasov et d'autres spécialistes ont examiné l'état de la recherche en chimie du pays et ont constaté qu'elle se trouvait dans un état critique. Sous sa direction, une série de réformes drastiques de l'organisation et du financement des institutions scientifiques ont été élaborées. Les propositions ont déclenché une réaction importante de la part des dirigeants scientifiques. Alors que Legasov tente d'inclure les meilleurs scientifiques dans la nouvelle organisation, nombreux sont ceux qui s'opposent à ce qu'il se voit attribuer un poste de direction de premier plan, le considérant comme un parvenu. Des rumeurs malveillantes ont commencé à circuler, tel que l'accusant d'être alcoolique, trop ambitieux ou responsable de la catastrophe de Tchernobyl.

« ...les informations dont je disposais m'ont convaincu que tout n'allait pas pour le mieux dans le développement de l'énergie nucléaire, comme il me semblait... Les organisations scientifiques ont commencé à s'affaiblir, au lieu de se renforcer. Lentement, alors qu'elles étaient les plus puissantes du pays, elles ont commencé à perdre le niveau d'équipement moderne. Le personnel a commencé à vieillir. De moins en moins de jeunes les rejoignaient. Les nouvelles approches n'étaient pas les bienvenues. Peu à peu, imperceptiblement, mais c'était en train de se produire... J'ai été témoin de tout cela, mais il m'était difficile d'intervenir dans le processus de manière purement professionnelle alors que les déclarations générales sur ce sujet étaient accueillies avec hostilité. L'esprit et l'atmosphère scientifique de l'ingénierie des réacteurs ont progressivement commencé à se soumettre, en quelque sorte à la volonté ministérielle... Toutes les discussions conceptuelles, toutes les tentatives d'adoption d'une approche scientifique et cohérente de ce problème n'ont pas été acceptées. »

Dans la sphère publique, il s’en tient à la position officielle qui affirme que l’énergie nucléaire est sûre. En janvier 1986, Legasov a co-écrit un article de propagande dans le magazine Soviet Life assurant qu'il n'y avait eu aucun accident nucléaire ayant gravement menacé le personnel ou causé un risque de contamination, mettant sous silence plusieurs incidents nucléaires graves en Union soviétique. Même avant la catastrophe de Tchernobyl, Legassov est connu pour souligner la nécessité de nouvelles méthodes de sécurité et de sûreté pour prévenir de grandes catastrophes. Il a participé à des travaux sur la sécurité industrielle au sein du Comité d'État pour la science et la technologie, au cours desquels il a exploré les risques liés à la production d'énergie. Legasov est particulièrement préoccupé par les systèmes complexes dépendant d'un seul opérateur sans systèmes de sécurité adéquats. Il a eu l'occasion de visiter des centrales nucléaires en Occident, comme la centrale nucléaire de Loviisa de conception soviétique en Finlande, et a été choqué par les normes de sécurité plus élevées, les meilleurs équipements, une structure de confinement ainsi qu'une construction de meilleure qualité.

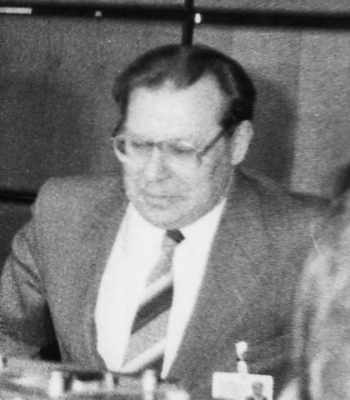
Valéry Legassov lors de la conférence de presse tenue lors de la réunion d'examen post-accidentel de Tchernobyl en 1986.

### Rôle dans la gestion de la catastrophe de Tchernobyl
Selon les documents autobiographiques qu'il a laissés, le 26 avril 1986, durant le début d'une réunion du parti communiste, il apprend de la bouche du responsable du département dont dépend l'Institut Kourtchatov qu'un accident est en cours dans la centrale de Tchernobyl.
À la mi-journée, à l'occasion d'une pause dans la réunion, il monte au second étage du bâtiment, dans le bureau du secrétaire scientifique et apprend qu'une commission gouvernementale vient d'être créée et qu'il en fera partie (en tant que directeur de l'Institut Kurchatov). C'est la première Commission gouvernementale chargée de la gestion de la catastrophe de Tchernobyl (en 1986), et Legassov en sera le rapporteur à l'occasion de la remise du rapport à l'AIEA en août 1986. Le lendemain, il embarque alors dans un avion envoyé par le gouvernement, qui le transporte à Kiev. De loin il voit les lueurs de l'incendie. Un hélicoptère le transporte près de la centrale avec le vice-président du conseil des ministres Boris Chtcherbina.
Après la publication du rapport, extrêmement déçu par la gestion de la catastrophe par l'Union soviétique et ne supportant plus les pressions auxquelles il était soumis, il se pend le 26 avril 1988, en laissant un document enregistré, qui sera publié le 20 mai 1988 dans La Pravda. Dans ce document, « Il est de mon devoir de parler... », il révèle les manquements à la sécurité et à la sûreté des installations nucléaires civiles soviétiques. Legassov porte particulièrement ses critiques sur trois points :
1. Violation des règles de sécurité au nom de la productivité au travail[23] ;
2. Manque d'esprit critique des ingénieurs concernant des anomalies récurrentes de fonctionnement des centrales[23] ;
3. Impréparation du personnel et des autorités (nucléaires et civiles) à des dysfonctionnements graves[23].

### Après Vienne
Grâce à ce travail à Vienne, « [il] est devenu très populaire, en Europe il a été nommé personnalité de l'année, il est entré parmi les dix meilleurs scientifiques du monde. Cela a provoqué une sérieuse jalousie parmi ses collègues » En public, Legasov a soutenu la version officielle selon laquelle l'erreur de l'opérateur a causé l'accident. En privé, il a milité pour la sécurité des réacteurs et la réorganisation institutionnelle. Legasov est, peut-être en réponse à cela, critiqué sur son leadership et sa gestion du confinement du réacteur de Tchernobyl, et est ostracisé par certains de ses collègues scientifiques. Ces critiques proviennent de la vieille garde qui résiste au changement et des jeunes réformateurs qui le considéraient comme une relique de la stagnation brejnévienne. Un collègue indique que « Legassov était un représentant clair de cette mafia scientifique dont les tendances politiques plutôt que le leadership scientifique ont conduit à l'accident de Tchernobyl ». Au printemps 1987, un vote a eu lieu par l'Institut Kurchatov pour élire son conseil scientifique et technique, Legasov se présentant sur l'insistance de son mentor Anatoly Alexandrov. Cette nomination lui a été refusée, ce qui était peut être surprenant compte tenu de son ancienneté et de sa notoriété. Il était très déçu d'être le seul membre de son équipe de Tchernobyl à ne pas avoir reçu le prix du héros du travail socialiste. Cela pourrait avoir été la conséquence de son indépendance, son habitude à ne pas respecter la chaîne de commandement et son manque de respect envers l'establishment scientifique, ce qui avait irrité les hauts responsables de la communauté scientifique,. Même après Tchernobyl, il est resté partisan de la production d’énergie nucléaire.
La santé de Legasov s'est détériorée et il se rend souvent à l'hôpital 6 de Moscou du fait des effets à long terme de l'exposition aux radiations. Vers juin 1987, il tente de se suicider, mais est sauvé par ses collègues. Il enregistre son Testament de Legasov en utilisant des cassettes audio, où il a décrit son implication dans la liquidation de Tchernobyl.
Il a subi un long séjour à l'hôpital à l'automne 1987, notamment du fait d'une appendicite aiguë, au cours de laquelle il a tenté de se suicider. Pendant son séjour, le journaliste Ales Adamovich l'a interviewé et il a exprimé ses inquiétudes quant au risque qu'un accident nucléaire similaire se produise à nouveau. Legassov a fait publier dans la Pravda du 5 octobre 1987 un article sur la sécurité industrielle intitulé « D'aujourd'hui à demain », mais cette publication n’a suscitée que peu d'intérêt. Il a donné des interviews à Novy Mir et Yunost dans lesquelles il change son discours public et exprime sa préoccupation quant au fait que les échecs culturels et la perte de la connaissance scientifique soviétique aient conduit inévitablement à un désastre nucléaire. Après qu'un collègue déclare que son leadership était encore nécessaire, il a répondu : « Non, vous ne comprenez pas. Je sais que cela peut être difficile ; il faut endurer, attendre. Et voici une situation complètement différente – tout en moi est brûlé... » et à une autre occasion « Je suis maintenant, comme le mythique Midas, seulement il a transformé tout ce qu'il a pris en or, et quant à moi – tout se transforme en air, pire encore, en vide. Je touche, tout est foutu : personne n'a besoin de rien ! Et il y a encore tant à faire ! »
Legasov a poursuivi ses tentatives d'introduire des réformes pour surmonter la stagnation dans le milieu de la chimie universitaire en créant un conseil interministériel. Ce projet est rejeté le 26 avril 1988, la veille de sa mort. Ustynyuk est appelé au bureau de Legasov et l'a trouvé « extrêmement agité et déprimé » à la suite de la décision. Il a estimé que la direction est partagée entre le conseil et l'Académie des sciences de l'Union soviétique, déclarant « Cela mènera au désastre. Je dois démissionner ». Cet après-midi-là, il a brièvement rendu visite à sa fille. Ustynyuk a appelé Legasov à 22h30 le même jour pour lui dire qu'il pourrait encore l'emporter avec le soutien d'autres scientifiques de renommée qui n'avaient pas été consultés sur la décision.

### Mort
Il est hospitalisé en 1987 pour des troubles psychiques ; dépression, insomnie, perte de poids et perte d'appétit. Après l'élimination du diagnostic d'un cancer et son amélioration, il est admis à sortir de l'hôpital. Mais, après un laps de temps, il est de nouveau hospitalisé pour troubles de conscience à la suite de l'ingestion d'une grande quantité de somnifères. Les médecins soviétiques réussissent à sauver la vie du grand scientifique. Legassov enchaine ses activités scientifiques ; il est nommé pour recevoir l'étoile de héros de l'Union soviétique.
Le 27 avril 1988, au lendemain du second anniversaire de la catastrophe nucléaire de Tchernobyl et un jour avant qu'il ne rende public les résultats de l'enquête sur les causes de la catastrophe, Legassov s'est pendu dans la cage d'escalier de son appartement de Moscou (certaines sources disent à l'intérieur de son appartement,, d'autres dans son bureau). Il a été enterré au cimetière de Novodievitchi à Moscou. Lors de sa mort à 51 ans, il avait été exposé à 150 rem (1,5 Sv) de radiations, ce qui était bien au-dessus des niveaux de sécurité.
Il existe plusieurs théories concernant les motivations et l'état d'esprit de Legassov. David R. Marples a suggéré que l'adversité de la catastrophe de Tchernobyl sur son état psychologique a été la raison de son suicide et que Legasov est devenu amèrement déçu par l'échec des autorités à faire face aux défauts de conception. La fille de Legasov indique que « ce n'était pas une dépression émotionnelle, c'était un acte délibéré et mûrement réfléchi ». Ustynyuk a souligné le rôle du harcèlement subi par Legasov par d'autres figures scientifiques dans leur résistance à la réforme organisationnelle. Boris Chtcherbina dit de lui : « Valéry était trop grand, je l'aimais plus que tous les gens que je connaissais, il s'est donné entièrement au travail, à Tchernobyl. Il s'est épuisé ». Les journalistes Vladimir Goubarev et Yuriy Shcherbak affirment que son suicide était une tentative consciente d'attirer l'attention sur le manque de sécurité nucléaire en Union soviétique.

### Reconnaissance
En tant que héros national au moment de sa mort, le suicide de Legassov a provoqué une onde de choc dans l'industrie nucléaire soviétique.[réf. nécessaire] Des extraits de ses cassettes ont été publiés dans la Pravda en mai 1988.
Certains membres de la communauté scientifique n'étaient toujours pas enchantés par Legasov et par l'héritage qu'il a laissé. Un ancien collègue de Legasov a déclaré : « Il n'est pas nécessaire d'idéaliser Legasov [...]. Il n'est ni meilleur ni pire que n'importe quel manager de ce rang, et il a suivi les règles du jeu acceptées, gravissant les échelons de sa carrière et de la science... il en a trop pris, surtout ces dernières années. En tant que chimiste, il a osé définir les thèmes des laboratoires et des départements de physique. En même temps, il n'avait pas toujours raison, il ordonnait ce qu'il fallait faire et comment le faire. Qui aimerait cela ? Ils l'ont donc rejeté lors des élections au conseil académique. Les physiciens sont majoritaires. Et vous, les chimistes, vous en faites presque un grand martyr... Et à Tchernobyl, il s'est suffisamment planté - l'abri de la quatrième unité s'est avéré loin d'être optimal » Les défenseurs de Legassov contredisent cette affirmation : « Son courage n'a pas été pardonné, car il indiquait clairement la lâcheté et la banalité des autres »
Le 20 septembre 1996, le président russe Boris Eltsine a décerné à Legassov le titre posthume d'Héros de la fédération de Russie, le titre honorifique le plus élevé du pays, pour le « courage et l'héroïsme » dont il a fait preuve dans son enquête sur la catastrophe.
Son épouse Margarita a écrit un grand nombre d'articles et de livres pour préserver son héritage. En 2016, un buste et une plaque commémorative ont été installés sur le mur de la maison de Valery Legasov à Toula.

## Publications
Peu avant l'accident (en mars 1986) un article de lui en français parait, en Suisse dans La Revue polytechnique, sous le titre « Le nucléaire, facteur de stabilisation de l'économie mondiale », présentant le nucléaire comme un facteur de stabilisation géopolitique. Un peu plus de deux ans après l'accident, dans la même revue, un article publié sous sa signature (peu après son suicide), alerte sur le fait que la Russie n'envisage pas d'alternative au nucléaire.

## Dans les médias
Legasov est interprété par Adrian Edmondson dans le docudrame de la BBC Surviving Disaster (2006), par Adam Curtis dans sa série documentaire Pandora's Box (1992) et par Jared Harris comme personnage principal de la mini-série Sky/HBO Chernobyl (2019).